# Metabus debilis
Metabus debilis là một loài nhện trong họ Tetragnathidae.
Loài này thuộc chi Metabus. Metabus debilis được Octavius Pickard-Cambridge miêu tả năm 1889.